# Ausberto García
Ausberto García (9 lutego 1934) – piłkarz boliwijski, napastnik.
Jako piłkarz Club Jorge Wilstermann jesienią 1957 roku wziął udział w eliminacjach do finałów mistrzostw świata w 1958 roku. García zagrał w dwóch meczach – na wyjeździe z Argentyną i u siebie z Chile (Boliwia wygrała 3:0, a García zdobył w jedną z bramek).
W 1958 roku razem z klubem Jorge Wilstermann zdobył swój pierwszy tytuł mistrza Boliwii. Następnie wziął udział w turnieju Copa América 1959, gdzie Boliwia zajęła ostatnie, 7. miejsce. García zabrał w czterech meczach – z Urugwajem, Argentyną (zmienił na boisku Mario Menę), Brazylią (wszedł za Mario Menę i zdobył bramkę) i Peru.
W 1959 roku po raz drugi został mistrze Boliwii, dzięki czemu rok później razem z Jorge Wilstermann wziął udział w pierwszej edycji Pucharu Wyzwolicieli – Copa Libertadores 1960. Jego klub odpadł już w pierwszej rundzie w starciu z przyszłym triumfatorem turnieju – urugwajskim klubem CA Peñarol. García zdobył bramkę w meczu rozegranym w Cochabamba, a bramka ta dała jego drużynie remis.
W 1960 roku trzeci raz z rzędu sięgnął ze swym klubem po krajowe mistrzostwo.
Nadal jako gracz klubu Jorge Wilstermann wziął udział w turnieju Copa América 1963, gdzie Boliwia zdobyła tytuł mistrza Ameryki Południowej. García zagrał w pięciu meczach – z Kolumbią, Peru (zdobył bramkę), Paragwajem (zdobył bramkę), Argentyną i Brazylią (zdobył bramkę).
Latem 1965 roku wziął udział w eliminacjach do finałów mistrzostw świata w 1966 roku. García zagrał w czterech meczach – dwóch z Argentyną i dwóch z Paragwajem.
Razem z klubem Jorge Wilstermann wziął udział w turnieju Copa Libertadores 1966, gdzie jego zespół zajął trzecie miejsce w grupie, ulegając jedynie dwóm urugwajskim potęgom – Peñarolowi (triumfator tej edycji) i Nacionalowi. Choć García i jego zespół nie awansowali do następnego etapu, zaznaczyli swój udział zdobyciem aż 14 bramek, z czego García zdobył 7, czyli połowę.
García w 1967 roku zdobył swój czwarty tytuł mistrza Boliwii i zakończył karierę piłkarską będąc do końca piłkarzem klubu Jorge Wilstermann. Zaliczany jest do grona najwybitniejszych piłkarzy w dziejach Boliwii.